# BMW M4 DTM
La BMW M4 DTM est un prototype de voiture de course du constructeur automobile allemand BMW, qui a été conçu pour une utilisation exclusive en DTM et elle y participe depuis 2014. La M4 DTM a remplacée la M3 DTM qui était utilisée depuis 2012.

## Technologie

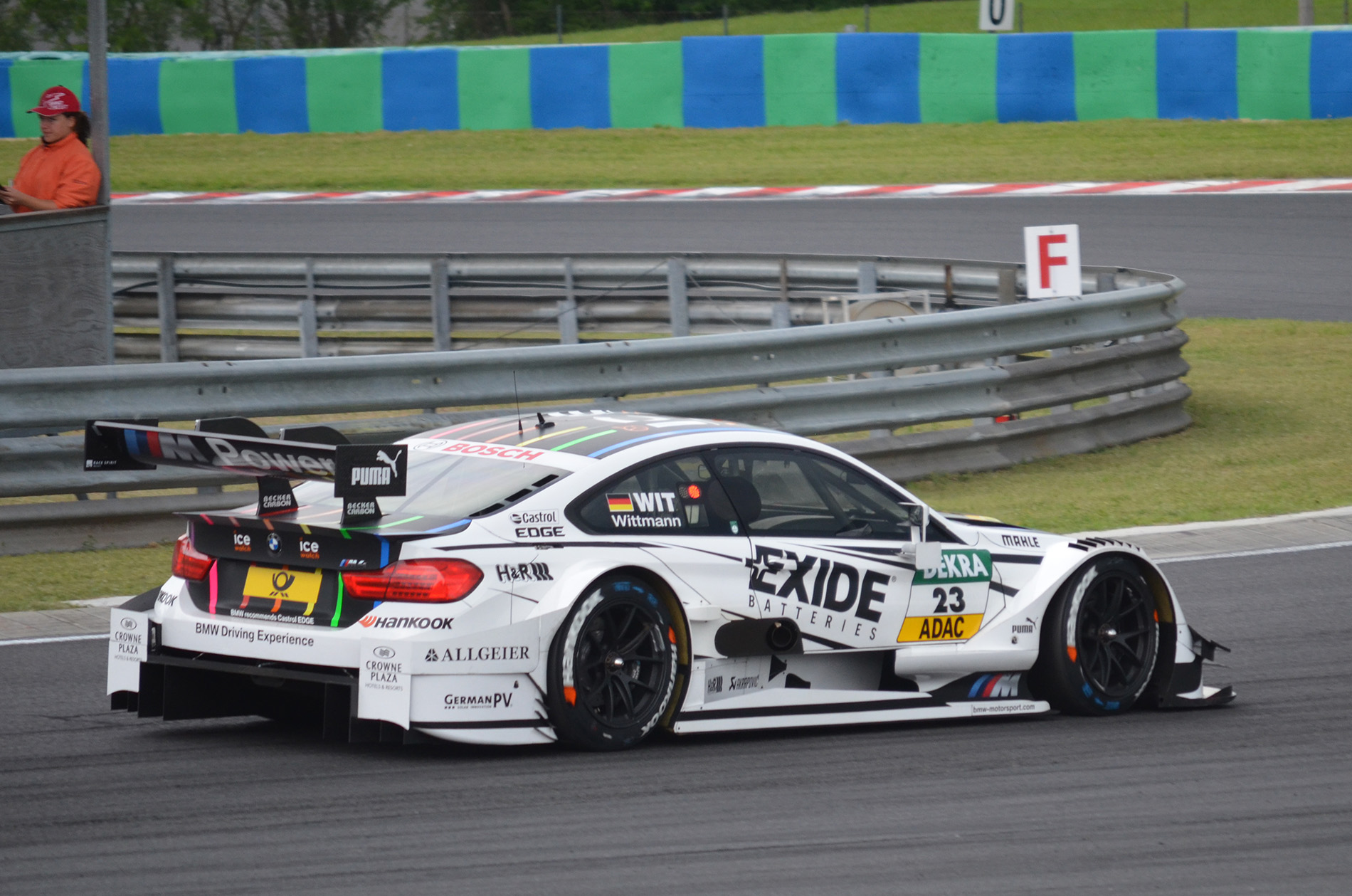
Marco Wittmann dans la BMW M4 DTM de 2014

Comme toutes les voitures de course DTM depuis 2012, la BMW M4 DTM est basée sur un châssis monocoque normalisé en polymère renforcé de fibres de carbone (PRFC) avec un réservoir de carburant de 120 litres intégré et une cage de sécurité en acier. L’apparence, en revanche, est basée sur un véhicule de production du constructeur respectif, avec la BMW M4 DTM, il s’agit de la BMW F82.
La voiture de course était propulsée par un moteur V8 atmosphérique, connu sous le nom de P66 par BMW, avec une cylindrée de quatre litres, une puissance maximale d’environ 353 kW (480 ch) et un couple maximal d’environ 500 Nm. La M4 DTM peut accélérer de 0 à 100 km/h en trois secondes environ. La transmission manuelle séquentielle à six vitesses avant, qui est standard pour tous les véhicules du DTM, est située avec le différentiel à l’arrière (conception de la boîte-pont) sur l’essieu moteur. Toutes les roues sont individuellement suspendues sur des doubles triangles. Le système de freinage avec disques de frein en céramique de carbure de silicium renforcé de fibre de carbone est également le même pour toutes les voitures du DTM. Tout comme les autres véhicules du DTM depuis la saison 2013, la voiture est équipée d’un système de réduction de la traînée (DRS).
À partir de la saison 2014, les véhicules du DTM n’étaient plus autorisés à être développés davantage pour réduire les coûts. Cependant, au cours de la saison 2015, il est devenu évident que la BMW M4 DTM était à la traîne par rapport à la concurrence. Par conséquent, BMW a été autorisé à commencer la saison 2016 avec un aileron arrière plus large et moins de poids, ce qui a été critiqué, surtout après que Marco Wittmann ait remporté le titre des pilotes.
Le modèle de la saison 2017 comporte de nombreux changements, notamment dans le domaine de l’aérodynamisme. Le pare-chocs avant du véhicule avait une toute nouvelle forme. L’arrière et l’aileron arrière ont également été redessinés. Auparavant, l’aileron arrière se composait d’un seul profil et il se repliait complètement lorsque le DRS était déclenché. L’aileron de la nouvelle BMW M4 DTM se compose désormais de deux profils, dont le supérieur se replie lorsque le DRS est actionné. La plage de réglage du système allait jusqu’à 40 degrés en 2017. De plus, des conduits de ventilation ont été utilisés pour la première fois sur les passages de roue arrière.
Dès la saison 2019, le bolide sera désormais propulsé par un moteur quatre cylindres à turbocompresseur d’une cylindrée de deux litres. Grâce à la suralimentation, le moteur P48 de BMW, avec deux fois moins de cylindres et la moitié de la cylindrée que le moteur précédent, atteint une puissance supérieure d’environ 100 kW à environ 456 kW (620 ch).

## Équipes et pilotes
Lors de la saison 2014 du DTM, quatre équipes ont concouru avec la M4 DTM. Timo Glock et António Félix da Costa concourent pour BMW Team MTEK. Augusto Farfus et Joey Hand ont commencé pour BMW Team RBM, Bruno Spengler et Martin Tomczyk pour BMW Team Schnitzer et Marco Wittmann et Maxime Martin pour BMW Team RMG. La première année, BMW a remporté les championnats des pilotes et des équipes avec Marco Wittmann et l’équipe RMG.
En 2015, Tom Blomqvist a repris la place de Joey Hand. Spengler et Félix da Costa ont également échangé d’équipes. BMW a réussi à remporter le championnat des constructeurs cette année. En 2016, BMW a concouru avec les mêmes pilotes qu’en 2015. Farfus, Glock et Martin ont changé d’équipe. Farfus est passé de RBM à MTEK, Glock de MTEK à RMG et Martin de RMG à RBM. Au cours de la troisième année, Marco Wittmann a pu remporter son deuxième titre de pilote.